# Uno sguardo dal ponte
Uno sguardo dal ponte (Vu du pont) è un film del 1962 diretto da Sidney Lumet, basato sull'omonimo dramma del 1955 di Arthur Miller.
Ha fatto sensazione, ai tempi della sua uscita, la scena in cui il protagonista Raf Vallone, la cui interpretazione «da manuale» gli valse un David di Donatello per il miglior attore protagonista, bacia sulla bocca Jean Sorel per sfidarlo e umiliarlo.

## Trama
L'emigrato italiano Eddie Carbone, portuale newyorchese, vive a Brooklyn con la moglie Beatrice e la nipote diciottenne Caterina, della quale è morbosamente geloso, essendosene invaghito.
Quando ospita a casa sua Marco e Rodolfo, immigrati clandestinamente negli Stati Uniti, non riesce a sopportare che tra la nipote e Rodolfo nasca un reciproco interesse e si convince che il giovane sia omosessuale e stia cercando di farsi sposare per ottenere la cittadinanza americana.
Dopo averlo più volte provocato, arriva addirittura a denunciarlo all'ufficio immigrazione e a farlo arrestare.
La rivalità avrà esito tragico e sarà lo stesso Eddie a rimanere vittima della propria ossessione.

## Riconoscimenti
- 1962 - David di Donatello
  - Miglior attore protagonista (Raf Vallone)